# Legua
Legua is een geslacht van rechtvleugeligen uit de familie Romaleidae. De wetenschappelijke naam van dit geslacht is voor het eerst geldig gepubliceerd in 1870 door Walker.

## Soorten
Het geslacht Legua omvat de volgende soorten:
- Legua crenulata Stoll, 1813
- Legua rosea Amédégnato & Poulain, 1986